# Руанский собор
Руанский собор (фр. Cathédrale Notre-Dame de Rouen, Собор Руанской Богоматери) — готический католический собор в городе Руан. Кафедральный собор архиепископа Руана и Нормандии. Отнесён к числу памятников национального наследия Франции. С 1876 по 1880 год был самым высоким зданием мира (151 метр), уступив этот титул Кёльнскому собору.

## История
Впервые факт существования руанского епископа упоминается под 314 годом. В конце IV века на месте современного собора была сооружена базилика. Археологические раскопки показывают, что епископский комплекс Руана состоял из двух церквей (посвящённых Богоматери — собор — и святому Стефану), и, вероятно, баптистерия. В 841 году пожар при набеге викингов уничтожил комплекс. Так как политическая ситуация Руана оставалась неопределённой, комплекс не стали восстанавливать. В 911 году Руан стал столицей герцогства Нормандия, и первый герцог Роллон крестился под именем Роберт в простой базилике. Около 1020 года начинаются работы над новым собором в романском стиле. От него в настоящее время сохранилась лишь крипта. Весь оставшийся собор построен в готическом стиле.

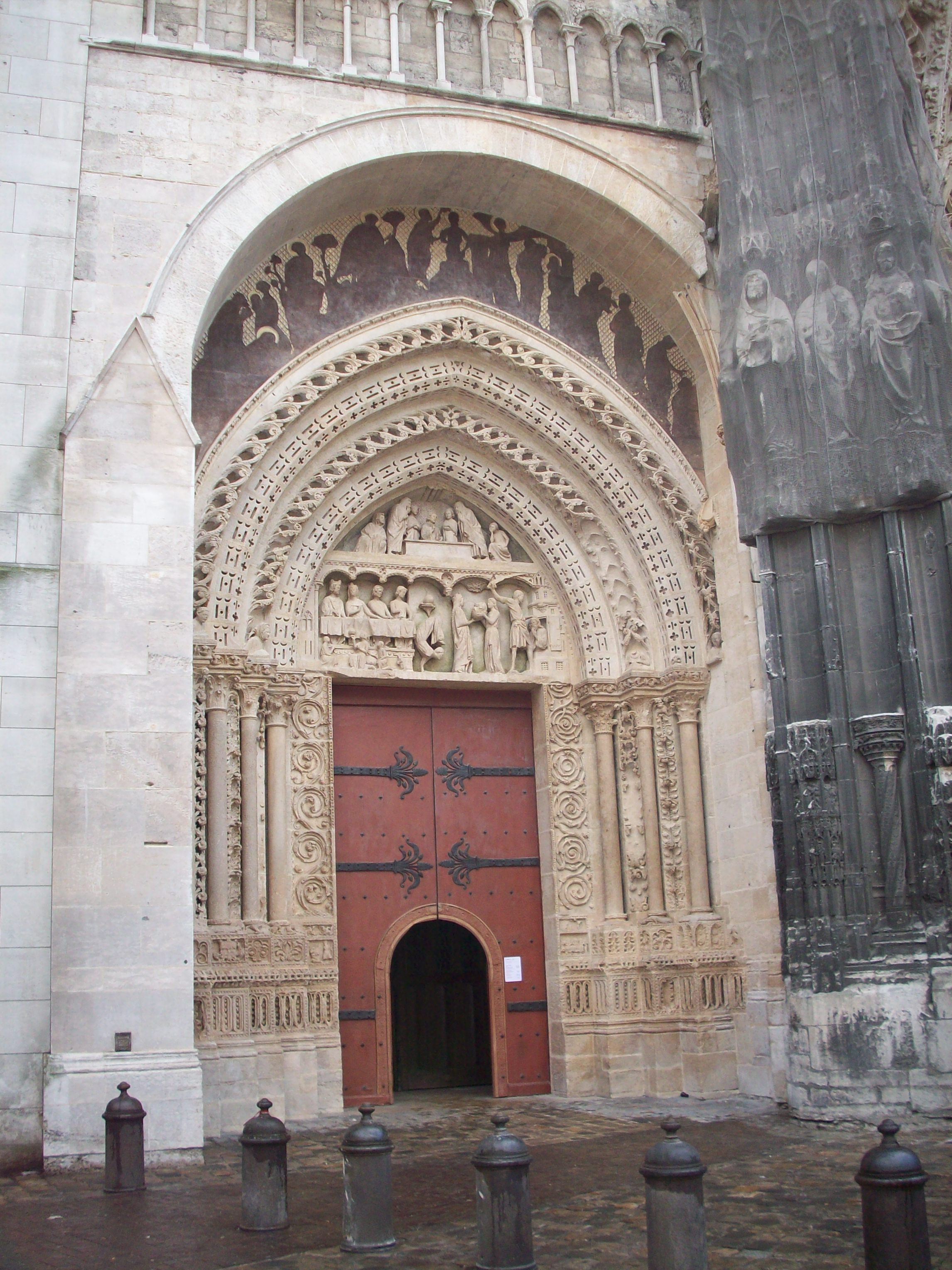
Портал собора со сценами из жизни Иоанна Богослова и Иоанна Крестителя

Самой древней частью готического собора является северная башня (башня Сен-Ромен), построенная в 1145 году. Она полностью выгорела 1 июня 1944 года после бомбардировок, от изначальной постройки остались лишь стены. Южная башня (Масляная башня) была построена в 1485 году. Неф был сооружён в 1200 году, когда существовавший романский неф обрушился в результате пожара. Единственный сохранившийся изначальный портал — северный, портал Иоанна Богослова, представляющий сцены из жизни Иоанна Богослова и Иоанна Предтечи. Он неоднократно реставрировался после 1769 года. Два других портала были сильно повреждены в XVI веке. Архиепископский дворец, составляющий с собором единый комплекс, является современником готического собора.
Собор пострадал от урагана в XVIII веке, а затем получил сильные повреждения при бомбардировках Руана союзниками в 1944 году в ходе Второй мировой войны: 19 апреля сильно повреждён неф и капеллы (попадание семи бомб, из которых шесть взорвались), а после бомбардировки 31 мая выгорела северная башня. Во время сильной бури в декабре 1999 года была повреждена колокольня.
11 июля 2024 года строительные леса, установленные для проведения реставрации шпиля собора, были охвачены огнём. Причина возгорания пока не установлена. Работники, паломники и экскурсанты были своевременно эвакуированы. Возгорание было потушено силами семидесяти пожарных.

## Размеры
- Длина: 137 м
- Ширина фасада: 61,60 м
- Длина нефа: 60 м
- Ширина нефа: 11,30 м
- Высота нефа: 28 м
- Высота подвеса лампы: 51 м
- Длина хора: 34,30 м
- Ширина хора: 12,70 м
- Высота башни Сен-Ромен: 82 м
- Высота Масляной башни: 75 м
- Высота шпиля: 151 м

## Галерея

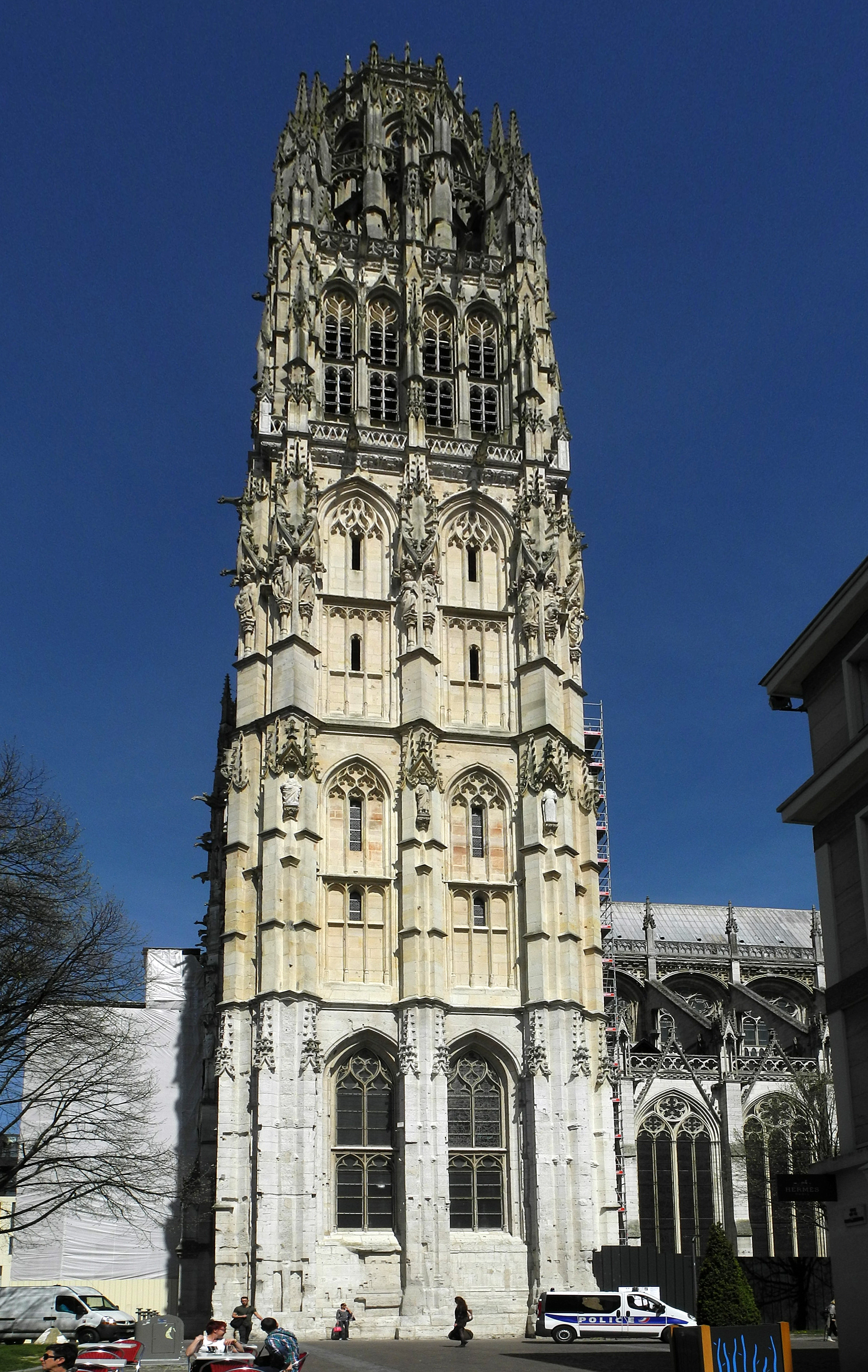
Масляная башня
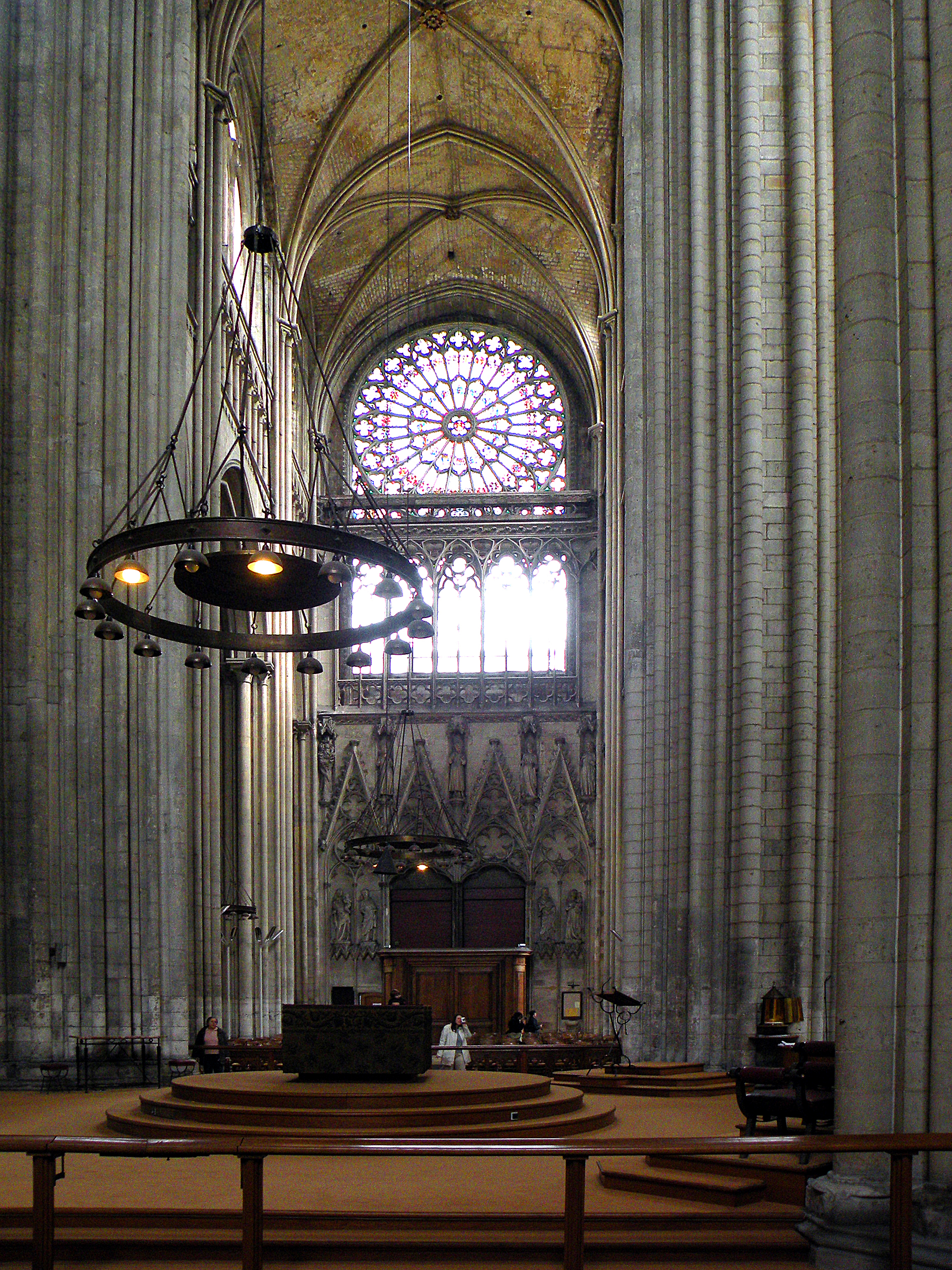
Трансепт
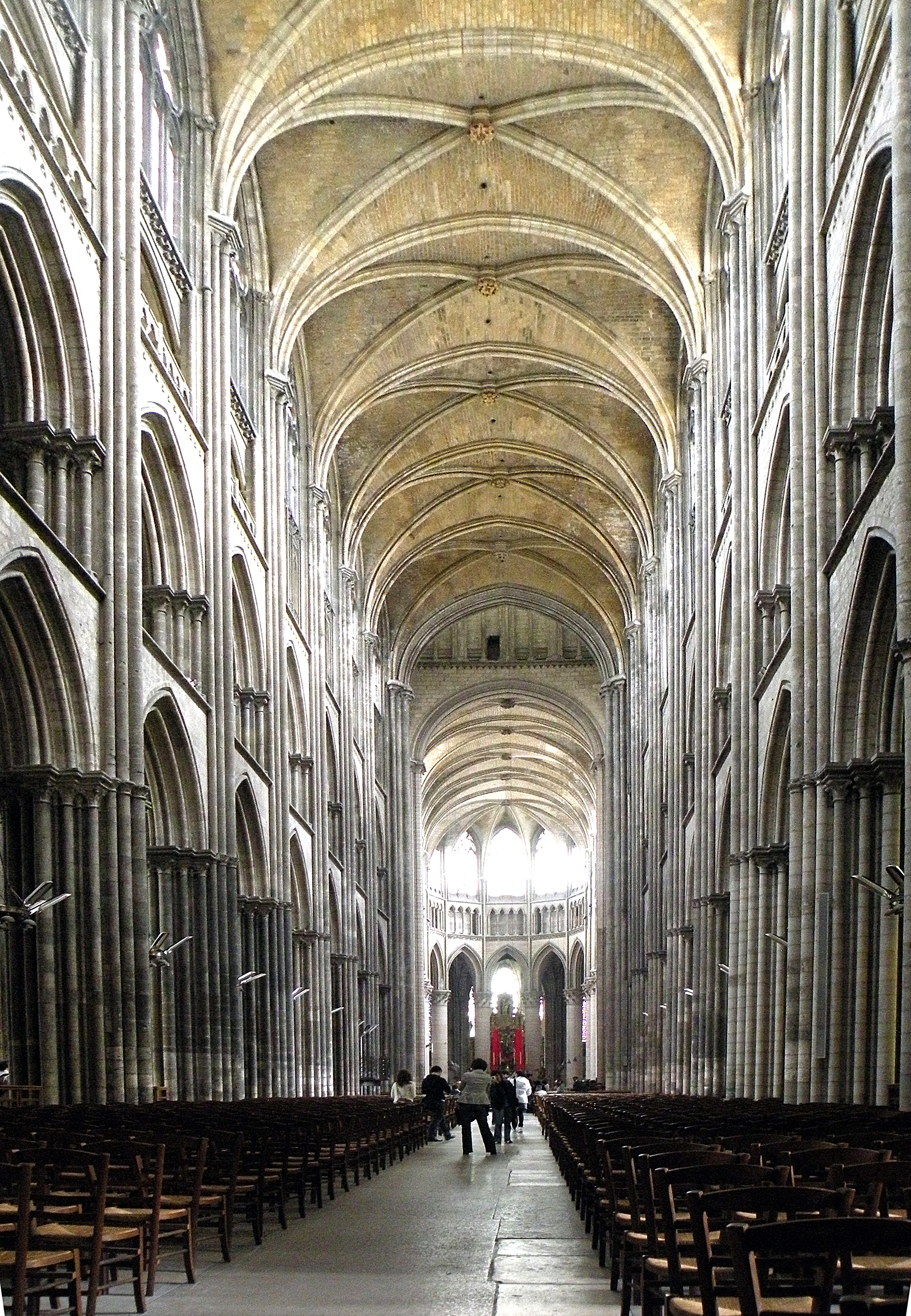
Центральный неф
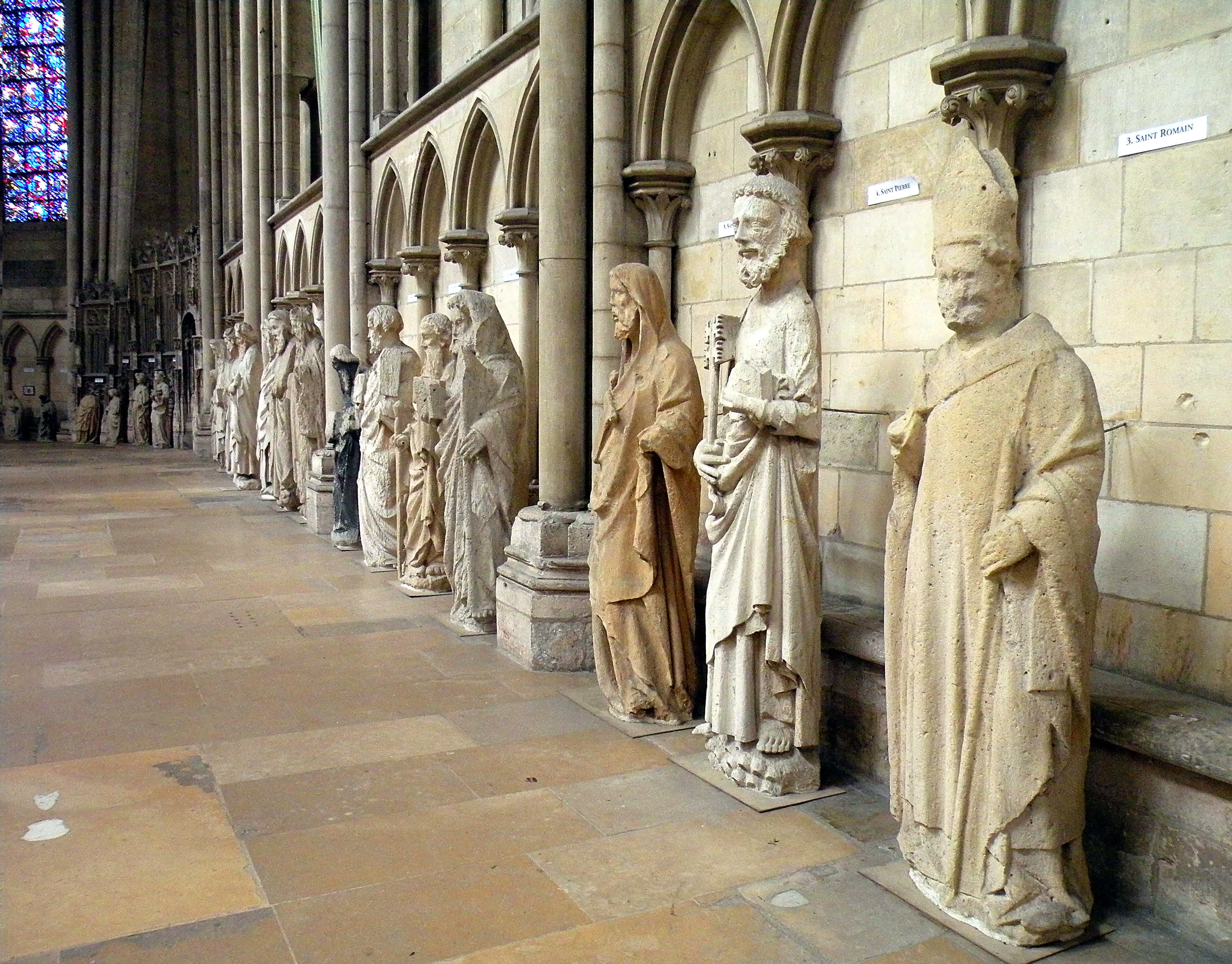
Музейная экспозиция
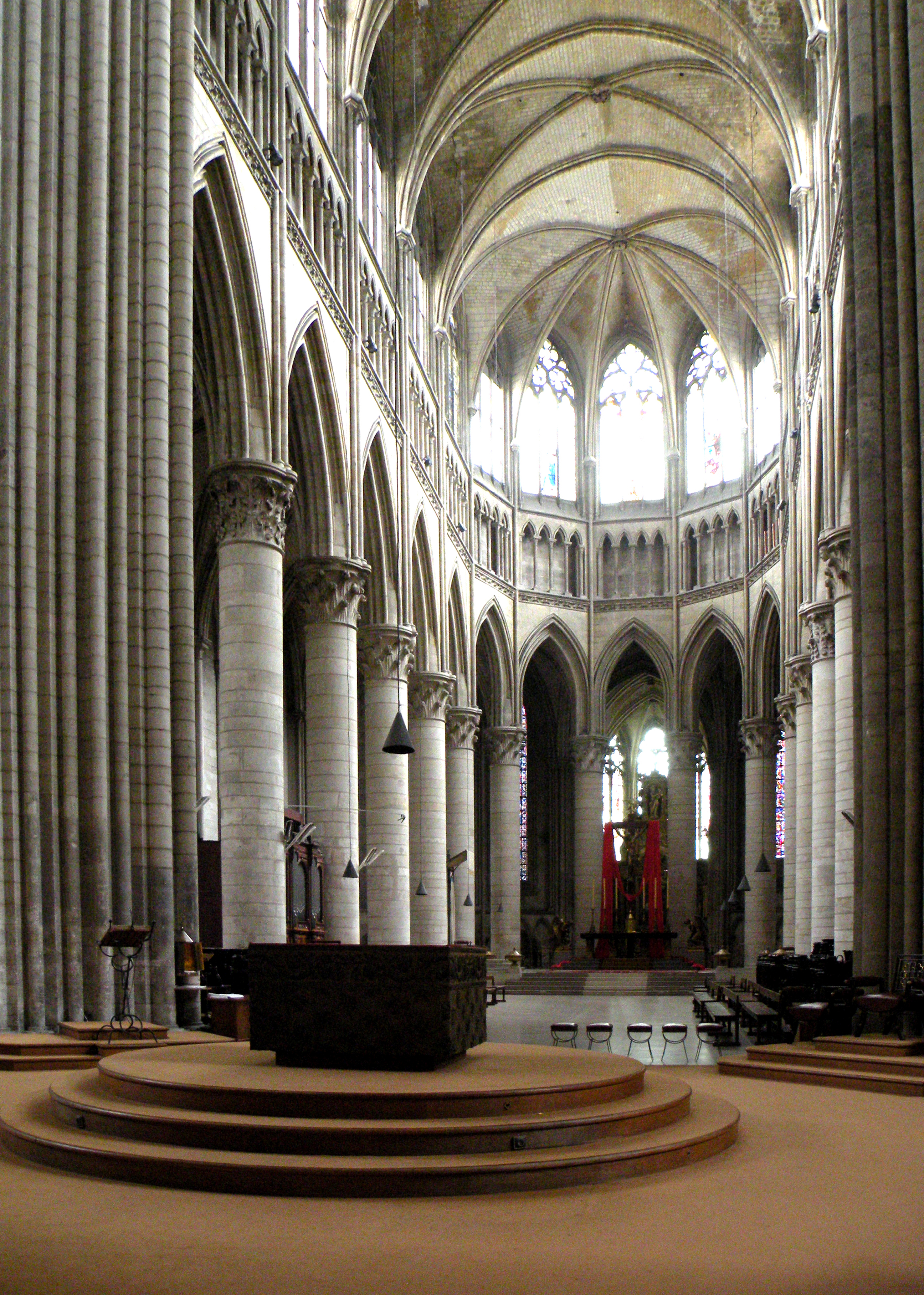
Хор

## Руанский собор в искусстве

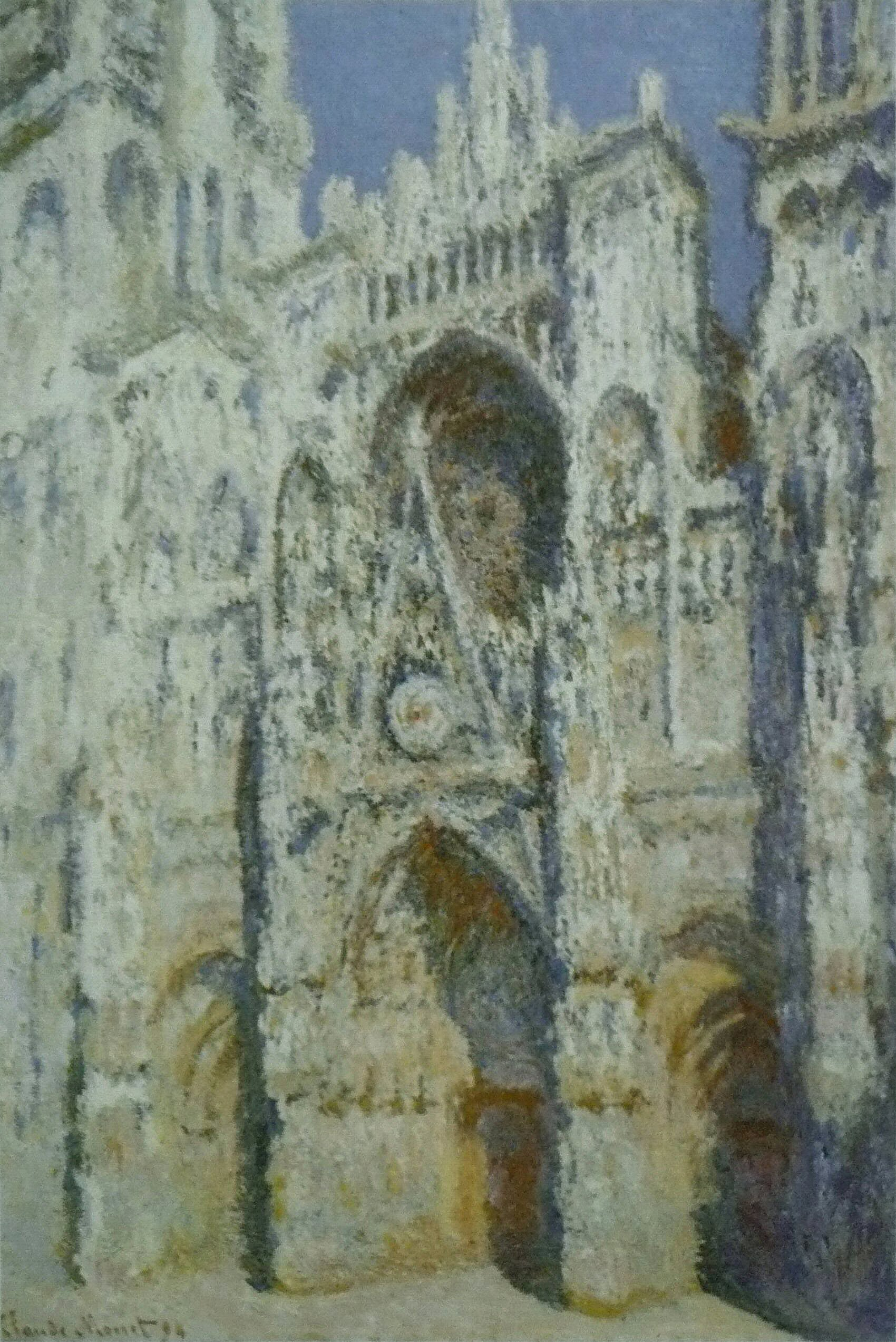
Клод Моне. Руанский собор, портал и башня Сен-Ромен, при свете солнца. Гармония голубого и золотого. Музей Орсе, Париж

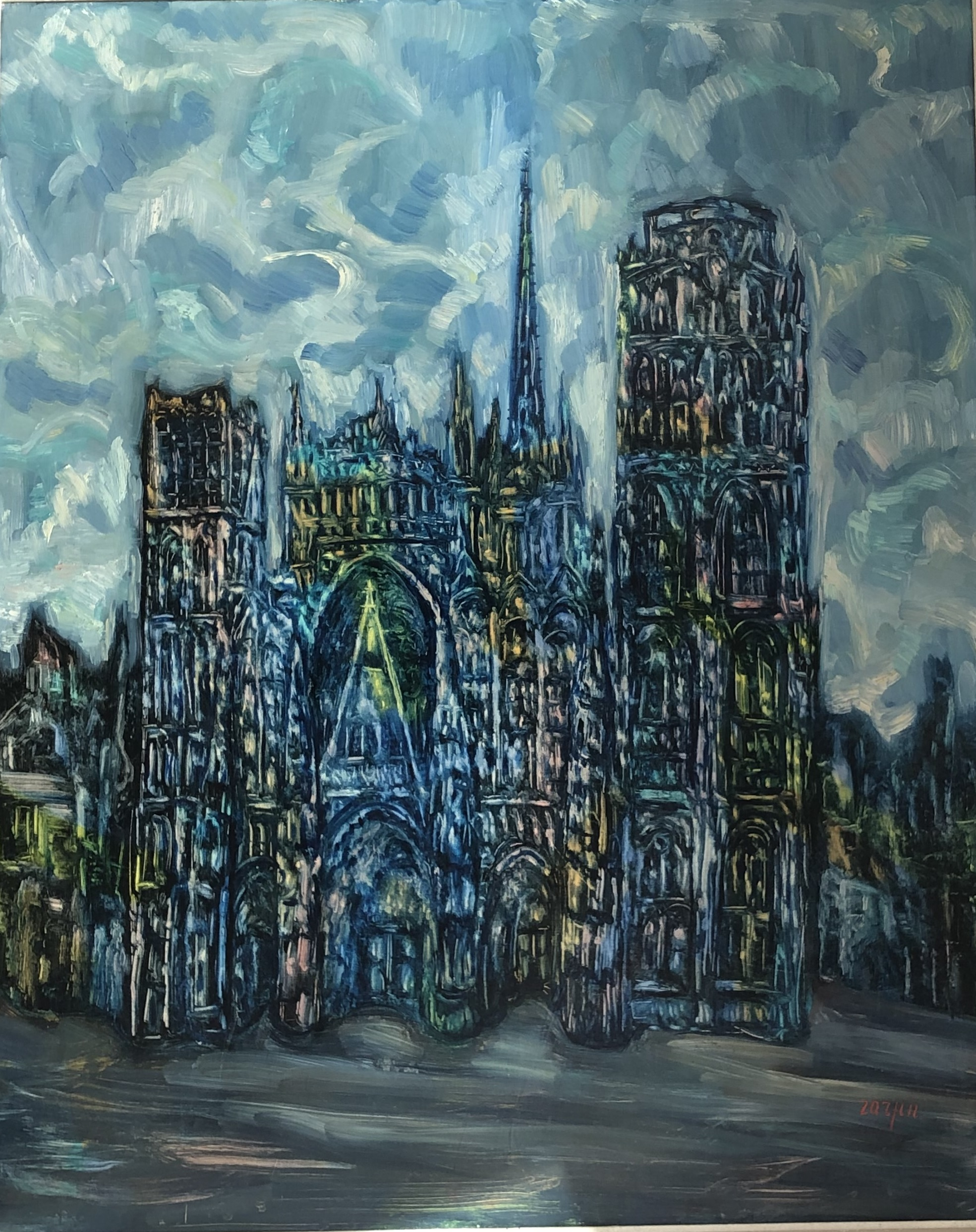
Кафедральный собор в Руане, Файбиш-Шрага Царфин. Частная коллекция, Беларусь

В 1890-е годы Клод Моне создал цикл картин, представляющих собор при различном освещении, в разных климатических условиях и в разное время дня. Было создано 30 полотен. Они написаны с трёх разных точек, что даёт три разных вида собора. Некоторые из полотен были завершены в мастерской художника в Живерни.
В 1896 году несколько видов Руанского собора написал импрессионист Камиль Писсарро.
В 1908 году французский художник-фовист Отон Фриез написал картину «Крыши и кафедральный собор в Руане».
В 1965 году французский художник белорусского происхождения Парижской школы Файбиш-Шрага Царфин написал картину «Кафедральный собор в Руане».
В 1969 году Рой Лихтенштейн создал триптих «Руанский собор».

## Факты
- 7 июня 2010 года свыше тысячи человек заняли всю площадь перед городской ратушей в Руане (600 м²). Каждый из них держал в руках увеличенный фрагмент картины Клода Моне «Руанский собор». «Живую картину» сфотографировали и сняли на видео с вертолёта, чтобы представить доказательство для Книги рекордов Гиннесса[3].
- Деревянная часть центрального шпиля была уничтожена молнией в 1823 году.[источник не указан 445 дней]